# Mouth to Mouth
| Оценки критиков          | Оценки критиков |
| Источник                 | Оценка          |
| ------------------------ | --------------- |
| AllMusic                 | [ 1 ]           |
| Christgau’s Record Guide | C               |

Mouth to Mouth — дебютный студийный альбом американской группы Lipps Inc., выпущенный в 1979 году на лейбле Casablanca Records. Большинство песен на альбоме написал и спродюсировал Стивен Гринберг.
На альбоме содержится главный хит группы — песня «Funkytown», которая заняла первые места чартов в десятках стран, включая США, где она также имеет двойную платиновую сертификацию.

## Список композиций
| №  | Название            | Автор(ы)        | Длительность |
| -- | ------------------- | --------------- | ------------ |
| 1. | «Funkytown»         | Стивен Гринберг | 7:50         |
| 2. | «All Night Dancing» | Стивен Гринберг | 8:20         |

| №  | Название  | Автор(ы)                     | Длительность |
| -- | --------- | ---------------------------- | ------------ |
| 1. | «Rock It» | Стивен Гринберг              | 5:40         |
| 2. | «Power»   | Сэнди Атлас, Стивен Гринберг | 8:22         |

## Чарты
| Чарт (1980)                            | Пиковая позиция |
| -------------------------------------- | --------------- |
| Австрия (Ö3 Austria)                   | 7               |
| Германия (Offizielle Top 100)          | 11              |
| Нидерланды (Album Top 100)             | 23              |
| Швеция (Sverigetopplistan)             | 10              |
| Норвегия (VG-lista)                    | 21              |
| США (Billboard 200)                    | 5               |
| США (Billboard Top R&B/Hip-Hop Albums) | 5               |

## Сертификации и продажи
| Регион | Сертификация | Продажи   |
| --- | ------------ | --------- |
| Канада (Music Canada) | Золотой      | 50 000^   |
| Франция (SNEP) | Золотой      | 100 000*  |
| Гонконг (IFPI Hong Kong)                                                                                                 | Платиновый   | 20 000*   |
| Мексика | —            | 400,000   |
| США (RIAA) | Золотой      | 500 000^  |
| Итого |              |           |
| Мир | —            | 1 500 000 |
| * Данные о продажах приведены только на основе сертификации. ^ Данные о тиражах приведены только на основе сертификации. |              |           |